# Tipulodina xanthippe
Tipulodina xanthippe är en tvåvingeart som först beskrevs av Alexander 1951.  Tipulodina xanthippe ingår i släktet Tipulodina och familjen storharkrankar. Inga underarter finns listade i Catalogue of Life.